# Mogg
mogg（モグ）は、日本の漫画家。成人向け漫画を執筆しており、ワニマガジン社の『COMIC快楽天』『COMIC快楽天XTC』を活動の場にしている。

## 作品リスト

### 単行本
1. 『肉体コミュニケーション』[1] 2014年6月30日発売[2]、ワニマガジン社〈ワニマガジンコミックススペシャル〉、ISBN 978-4-86269-311-2
  - サヨナラの少し前／小麦パンが焼けるまで／いじめてあげる♡／Lonely Cat／目隠し☆ロック／ネムリヒメ／肉体コミュニケーション部／危ないおんぶ／トイレ☆パーティー／はみコス／溜まり妻／Sの小部屋／僕のリカちゃん先生♡
2. 『ガールズ・トーク』[3] 2016年3月30日発売[4]、ワニマガジン社〈ワニマガジンコミックススペシャル〉、ISBN 978-4-86269-420-1
  - おべんきょう／ランナーズ☆ハイ／お仕置きのススメ／優等生のシツケ／ガールズ・トーク／濡れる休日／お嬢様の一日／おねえさんの遊びかた／ノンストップ！／Don't be Gentle／FALLING☆STAR／お姫様のひみつ
3. 『よるのこいびと』[5] 2017年11月30日発売[6]、ワニマガジン社〈ワニマガジンコミックススペシャル〉、ISBN 978-4-86269-529-1
  - はじめての部活動／夜の恋人／ふたご日和／ほーむすてい／マスカレイド／パパコン／Bitch hikers／三姉妹の夏あそび／三姉妹の夏あそび～早菜のひみつ～／三姉妹の夏あそび～加菜の告白～／三姉妹の夏あそび～温泉の宴夜～
4. 『チン☆コレ』 2019年6月28日発売[7]、ワニマガジン社〈ワニマガジンコミックススペシャル〉、ISBN 978-4-86269-647-2
  - 妄想列車 （COMIC快楽天 2018年2月号）
  - チン☆コレ （COMIC快楽天 2018年11月号）
  - 奉仕妻のおもてなし （COMIC快楽天 2019年5月号）
  - Hot for Teacher （COMIC快楽天 2019年3月号）
  - ハマリ妻 （COMIC快楽天 2018年9月号）
  - 店長と僕 （COMIC快楽天 2018年7月号）
  - おかしまつり （COMIC快楽天 2019年2月号）
  - 焦らされて… （COMIC快楽天 2018年5月号）
  - 子ブタのキモチ （COMIC快楽天 2017年8月号）
  - ぶれいくたいむ （COMIC快楽天 2016年4月号）
  - 夜の恋人R （COMIC快楽天 2018年1月号）
  - アンナのROAD to BITCH♥♥ （描き下ろし）
5. 『裸の学校』 2021年2月26日発売[8]、ワニマガジン社〈ワニマガジンコミックススペシャル〉、ISBN 978-4-86269-767-7
  - 大きな森の小さなおうち （COMIC快楽天 2019年10月号）
  - 裸の学校 （COMIC快楽天 2020年9月号）
  - マーメイド・バカンス （COMIC快楽天 2020年11月号）
  - 家庭×教師 Lesson1 先生 （COMIC快楽天 2019年12月号）
  - 家庭×教師 Lesson2 兄妹 （COMIC快楽天 2020年2月号）
  - 家庭×教師 Lesson3 秘密 （COMIC快楽天 2020年4月号）
  - 家庭×教師 Lesson4 家族 （COMIC快楽天 2020年6月号）
  - Don’t Touch Me （COMIC快楽天 2018年3月号）
6. 『種付けプログラム』 2022年4月28日発売[9]、ワニマガジン社〈ワニマガジンコミックススペシャル〉、ISBN 978-4-86269-838-4
  - 種付けライセンス （COMIC快楽天 2021年10月号）
  - メイドのスキマ （COMIC快楽天 2021年8月号）
  - セーラーマント （COMIC快楽天 2021年1月号）
  - セーラーマント2 （COMIC快楽天 2021年3月号）
  - セーラーマント3 （COMIC快楽天 2021年6月号）
  - あしひめ （COMIC快楽天 2022年2月号）
  - ラブガン （COMIC快楽天 2022年1月号）
  - ストップウォッチ （COMIC快楽天 2021年11月号）
  - 宇宙はピポパ （COMIC快楽天 2019年8月号）
  - ラストダンジョン （COMIC快楽天 2020年7月号）